# 박현솔
박현솔(朴玄率, 1971년 6월 10일~, 제주 성산 출생)은 대한민국의 시인이다.

## 삶
1971년 제주 성산 출생. 본명 박미경, 동국대 대학원 문창과 석사, 아주대 대학원 박사 졸업(국문학박사). 1999년 《한라일보》 신춘문예와 2001년 《현대시》 신인상을 통해 등단. 시집으로 <달의 영토>(문학사상, 2006), <해바라기 신화>(문학사상, 2010), <번개와 벼락의 춤을 보았다>(문학과사람, 2018)와 시론집 <한국 현대시의 극적 특성>(에이제이, 2013)이 있음. 2005년과 2008년 한국문화예술위원회 창작지원금 수혜. 경기시인상 수상. 아주대 강사 역임. 현재, 계간 《문학과 사람》 주간.

## 작품 세계
박현솔의 첫 시집 <달의 영토>는 ‘기억의 고고학’이라고 할 만큼 상당수 작품들 가운데 유년의 기억과 가족사들이 아라베스크 무늬처럼 직조되어 있다. M. 프루스트는 이 같은 기억의 복원을 마들렌 과자의 맛으로부터 시작했지만 박현솔 시인은 ‘발밑에 누운 잔디’를 쓰다듬는 데서부터 시작한다. 그리고 잔디를 매개로 삼아 캘리포니아 호텔의 기억을 떠올린다. 그 호텔은 제주 어느 바닷가에도 있을 수 있고 또는 화자의 기억 속에 고성처럼 존재할 수도 있다. 그 내부는 고풍스런 샹들리에, 금제 나이프, 포크들이 은성하던 옛 시절의 광휘를 접고 잠들어 있을 뿐이며 심지어는 귀신들이 나오는 공간으로 변모되어 있다. 여기서 우리는 이 호텔이 화자의 기억을 표상하는 하나의 상징기호로 읽을 수도 있을 것이다. 지난날의 화사와 안락을 잃고 폐허가 된 거대한 성곽―그것은 화자에게 있어 기억의 성곽이기 때문이다. 그리고 ｢말뚝에 대한 기억｣에서도 화자의 어린 시절 가난과 관련한 기억이 있다. 그것은 어머니가 아버지 약값을 위하여 키우던 소를 팔던 기억이다. 그 기억은 묘사를 축으로 한 폭의 그림처럼 각인되어 있는 것. 사지(死地)로 달려가는 소에게 어머니는 ‘다음 생엔 네가 내 주인이 되어 만나자는’ 말을 건넨다. 그리고 주인의 마음을 읽은 소는 그 응답으로 어머니의 손등을 핥아준다. 읽기에 따라 우리는 인연과 윤회전생의 인식틀에 따른 주체와 타자의 평등 내지 모든 생명이 유기적인 ‘온생명’이라는 생태학적 의미도 읽을 수 있다. 그렇다면 이처럼 빈번하게 등장하는 기억이란 무엇인가. 기억의 고고학이라고 불러도 될 만큼 박현솔의 작품은 갖가지 기억의 복원을 시도하고 있다. 그것도 일정한 대상을 매개로 회상의 형식을 취한다. 회상을 통하여 발굴되고 복원된 기억들은 이미 사라져버린 과거가 아닌 지금 이곳의 실체로서 텍스트화하고 있는 것이다. 그리고 그것들은 시적 자아의 실체이자 진정성을 기획한다. - 홍신선(시인, 전 동국대 교수)
시인 박현솔은, 미당이 자신의 고향 공간을 질마재 신화라고 명명했던 것처럼, 자신이 낳고 자란 제주도 신화나 전설을《해바라기 신화》속에 응결시켜 네겐트로피를 꿈꾸고 있다. 그런데 박현솔의 그것이 재미있는 점은 신화나 민담으로 구전되던 서사를 시말로 재구성하고 있다는 점이다. 현대의 저 욕망하는 의식과 고대의 신화 사이를 현대 일상 언어로 가로지르면서 신화의 신화성을 재현동시키고 있다. 이를테면 이번에 발간한 박현솔 시인의 <해바라기 신화>는 신화가 만들어낸 상징적 상상력의 원형적 층위를 주도면밀하게 살펴가면서 그 모든 신화적 사태를 창작신화로 재현하고 있다. 물론 조지프 캠벨이 《창작신화》에서 말한 것처럼 신화의 신화성이나 원형성은 끊임없이 반복 재귀할 뿐만 아니라, 바르트가 《신화론》에서 말한 것처럼, 의미부여가 가능한 그 모든 것들은 현대의 신화로 재현될 수 있다. 그러므로 시인 박현솔에게 있어서 신화나 전설은 죽어버린 기표로 표상되는 것이 아니라, 새로운 의미를 현동시킬 수 있는 잠재적 가능태이거나 의미 해석을 요구하는 영혼의 기호와 다를 바 없다. 왜냐하면 《해바라기 신화》를 관통하는 신화의 본질은 잊혀지고 사라질 위기에 있는 제주 신화를 총 35편에 걸쳐 육화시키면서 자본적 현대성을 반성하는 의식으로 키질하고 있기 때문이다. 따라서 신화는 현대에도 살아 숨쉰다. 아니, 신화의 신화성만이 삶-시간-세계를 현상시키는 궁극적 주체이다. 그것은 역으로 신화적 상징의 심급이 만들어내는 환상 속에서만 우리 인간이 존재한다는 말을 품고 있기도 하다. 장자의 호접몽이나 샤만의 빙의憑依야말로 일상과 신화를 가장 완벽하게 봉합하는 순간이라고 말할 수 있다. 그것은 이것과 저것의 경계가 허물어지는 순간이거나 결핍된 그 무엇인가를 채울 수 있는 여백이다. 그래서 신화와 일상이 봉합되는 순간은 차원변이가 일어나는 순간이거나 의식의 임계점에 당도한 순간이다. 비록 박현솔 시인의 그것이 지고한 것에서 발원하는 것은 아니지만, 시인은 ‘신화=일상’이라는 등식 위에서 시말운동을 전개하고 있다. 어쩌면 신화란 그리 지고한 것도 아니고, 그렇다고 비루한 것은 더더욱 아니다. 신화는 “하품”이거나 “라임오렌지나무”이다. 신화란 의식이 가 닿는 지점에서 생성되는 그 무엇인데, 그것은 바로 “봄밤의 교신”이거나, 아득한 “별빛”이다. 그리하여 신화는 저 “세상 너머의 또 다른 나무”를 생각하는 그곳에서 “은빛 이파리”로 재탄생하게 되는데, 그것은 삶-시간-세계를 재귀시키는 “다시”이다. 따라서 시인에게 삶-시간-세계란 보는 관점에 따라 신화이기도 하고 일상이기도 하다. 그것은 역으로 일상적 삶과 신화가 동전의 앞뒷면에 위치해 있다는 말과 같다. - 김석준(평론가)의 작품해설 중에서
박현솔 시인의 시는 대부분 환상성에 집을 짓고 있기 때문에 우주와 시공을 넘나드는 광활한 시세계를 갖고 있다. 그러한 바탕에서 서사와 환상이 엮이는 시뮬라크르의 시적구조는 시인이 현재 살고 있는 일상세계와 맞닿아있기도 하지만 시인의 지난 세월, 더 나아가서는 현재의 시간을 투과하는 과거로의 회귀성이 끊임없이 뻗혀있어 그것은 곧 시인으로 사는 그녀의 역사가 되기도 한다. 그러한 시적 세계관은 박현솔 시인을 있게 한 선조의 과거 속으로 흘러들어가기도 하고 미래를 향한 지향성으로 흘러서 더 큰 서사와 환상성을 확보하며 다시 현실로 회귀하는 힘을 갖기도 한다. 그래서 그녀의 시는 심도가 깊고 오묘한 기운을 느끼게 하는 지도 모른다. 또한 그러한 시적 기운이 마치 자기성찰을 시도하는 집단의 제사장처럼 과거와 현재를 넘나드는 춤을 추고 있기도 하다.
그녀의 춤은 자신이 태생적 혹은 본능적으로 자기성찰을 방해하는 기제를 뛰어넘고자하는 무당춤과 같은 행위이기도 하지만 우리 모두의 구원을 바라는 알 수 없는 세계와의 접촉을 시도하는 간구의 성찰적 행위이기도 하다. 이러한 바탕에서 무당의 춤사위와 같은 행위의 언술은 한 편 한 편의 시로 그 형상성을 확보한다. 그래서 그녀의 시는 깊은 울림을 갖게 하는 지도 모르며 마치 그러한 운명을 타고난 것처럼 끊임없이 자신만의 춤사위를 구사한다. 그 춤사위 속에 그녀의 성찰이 있고 시인이 될 수밖에 없었던 그녀의 존재를 있게 하는 마을이 있고 그 마을에 살고 있는 가족이 있고 선조의 땅이 있고 그러한 공동체를 담고 있는 역사와 하늘과 땅의 기운이 있다. 오랜 기간 동안 써온 세월에 비하면 분량은 적지만 이번 시집 속에는 그러한 기운을 담은 시편들이 하나하나 개성적으로 펼쳐져 있다. - 김광기(시인, 문학과 사람 발행인)